# Institut de Biologia Evolutiva
L'Institut de Biologia Evolutiva és un centre de recerca mixt de la Universitat Pompeu Fabra (UPF) i el Consell Superior d'Investigacions Científiques (CSIC) fundat el 2008.
La recerca que desenvolupa l'IBE se centra en l'estudi dels processos i mecanismes de generació i manteniment de la biodiversitat i la seva conservació. Es tracta d'un dels reptes científics més importants del segle xxi, com ho demostren noves iniciatives globals per seqüenciar els genomes de totes les espècies conegudes i descobrir el 80 per cent restant de les espècies actualment desconegudes, incloent l'Earth Biogenome Project. 
Per fer front a aquest repte global calen els mètodes i conceptes de la biologia evolutiva; i en particular, de la comprensió de les bases de les diferències entre organismes, tant entre espècies com dins de les mateixes, i de com aquestes diferències produeixen funcionaments i interaccions noves, que permetrà determinar els mecanismes bàsics de la vida i situar la biodiversitat en un marc evolutiu robust.
Amb aquest objectiu, la investigació de l'IBE empra les noves eines disponibles, experimentals i computacionals, per comprendre el funcionament bàsic de la vida, descobrir els mecanismes de generació d'innovacions biològiques i preservar la biodiversitat i promoure la seva gestió de manera sostenible.
L'IBE és l'únic centre de recerca de Catalunya i de la resta de l'Estat que es dedica íntegrament a la biologia evolutiva. A l'IBE treballen més de cent trenta persones, repartides entre els edificis veïns del Parc de Recerca Biomèdica de Barcelona (PRBB) i del Centre Mediterrani d'Investigacions Marines i Ambientals (CMIMA). 
L'activitat científica de l'IBE s'organitza en cinc programes de recerca interrelacionats: Biodiversitat i evolució animal, Genòmica comparativa i computacional, Genòmica funcional i evolució, Genètica de les poblacions, i Sistemes complexos.
L'entomòleg Xavier Bellés va ser el primer director de l'IBE, des de la seva fundació, el 2008, fins al febrer de 2017, en què el va succeir en el càrrec el genetista Tomàs Marquès-Bonet. Des de maig de 2020 dirigeix l'IBE Salvador Carranza, expert en rèptils i anfibis.

## Investigadors[3][calcitació]
- Xavier Bellés i Ros
- Jaume Bertranpetit i Busquets
- Elena Bosch Fusté
- Francesc Calafell Majó
- Salvador Carranza Gil Dolz Del Castellar
- Elena Casacuberta Suñer
- José Castresana Villamor
- David Comas Martínez
- Javier del Campo
- Rosa Fernandez
- Xavier Antoni Franch Marro
- Josefa González Pérez
- Carles Lalueza Fox
- José Luis Maestro Garriga
- Tomàs Marquès Bonet
- David Alejandro Martin Casacuberta
- Arcadi Navarro Cuartiellas
- Maria Dolors Piulachs Baga
- Daniel Joseph Richter
- Iñaki Ruiz Trillo
- Ricard Solé Vicente
- Luc Steels
- Sergi Valverde Castillo
- Roger Vila Ujaldón